# Mark Pryor
Mark Pryor (Fayetteville, 1963. január 10. –) amerikai politikus, szenátor (Arkansas, 2003 – 2015). A Demokrata Párt tagja.

## Pályafutása
Pryor alapdiplomáját az Arkansasi Egyetemen kapta 1985-ben, majd ugyanitt szerzett jogi végzettséget 1988-ban. 1991-től 1994-ig az arkansasi állami képviselőházban szolgált, majd 1999-től 2002-ig az állam igazságügyminisztere (attorney general) volt. 2002-ben megválasztották a washingtoni szenátusba, majd 2008-ban újraválasztották. A 2014-es választáson alulmaradt Tom Cottonnal szemben, így 2003. január 3-tól 2015. január 3-ig volt szenátor.